# هند بزرگ

منطقه فرهنگی هند. نارنجی تیره: شبه قاره هند (هند، پاکستان، بنگلادش، سریلانکا، مالدیو، نپال و بوتان). نارنجی روشن: جنوب شرقی آسیا از نظر فرهنگی با هند مرتبط است؛ به ویژه برمه، تایلند، کامبوج، لائوس، چمپا، اندونزی، مالزی، برونئی و سنگاپور. رنگ زرد: مناطقی با نفوذ فرهنگی چشمگیز هند به ویژه افغانستان، استان یوننان چین، تبت و فیلیپین.

هند بزرگ یا حوزه فرهنگی هند (Greater India) عنوانی تاریخی برای حوزه نفوذ فرهنگ هند می باشد که شامل شبه قاره هند و بسیاری مناطق فراتر از آن در جنوب آسیا، آسیای میانه و جنوب شرق آسیا می‌شود. این حوزه فرهنگی عمدتاً متأثر از گسترش آیین هندو و آیین بودا از هند به آسیای جنوب شرقی، آسیای مرکزی و چین از طریق جاده ابریشم از قرون اولیه عصر تاریخی و گسترش سیستم نگارشی هندی مانند خط Pallava از سلسله پالاوا در جنوب هند به آسیای جنوب شرقی و خط Siddhaṃ به شرق آسیا از طریق امپراتوری گوپتا است. گسترش خط و به دنبال آن فرهنگ هندی توسط مسافران و معامله گران دریای بین سده‌های ۵ تا ۱۵ صورت گرفت که با حاکمیت هند بر مناطق اطراف مصادف بود. از سوی غرب، هند بزرگ بیشتر با با ایران بزرگ در هندوکش و پامیر همپوشانی داشته است. در عصر اکتشاف، اصطلاح هند بزرگ بیشتر برای مکانهای مبهم اطراف هند مانند ایندیز به کار می‌رفت.

## قرون وسطی در اروپا

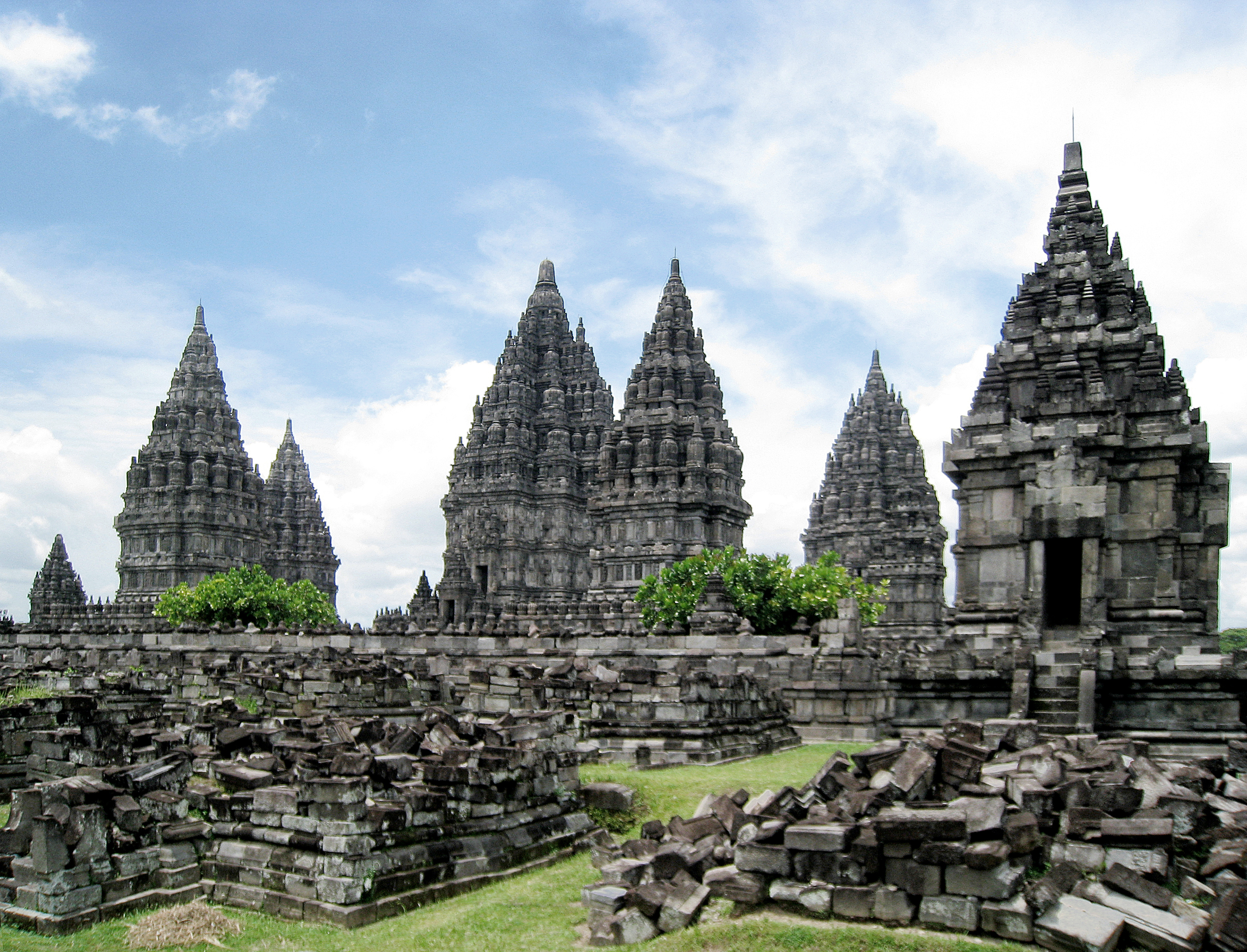
۹-قرن Shivaistic معبد Prambanan در جاوه مرکزی و در نزدیکی Yogyakarta, بزرگترین معبد هندو در اندونزی

در قرون وسطی در اروپا مفهوم «سه هند» رایج بود. هند بزرگ جنوب آسیا بود، هند کوچک قسمت شمالی جنوب آسیا را شامل می‌شد و هند میانه در نزدیکی منطقه خاورمیانه بود. عنوان هند بزرگ (پرتغالی: India Maior) حداقل از اواسط قرن ۱۵ استفاده شده است. این اصطلاح که به نظر می‌رسد با دقت به کار می‌رفت گاهی تنها به معنای شبه قاره هند بود. اروپایی‌ها از انواع اصطلاحات از جمله هند بالا، هند بزرگ، هند خارجی و هند آبی (دریایی aquosa) برای توصیف شبه قاره هند استفاده می‌کردند.
اما در برخی از منابع اروپایی گستره هندوستان بزرگ از ساحل مالابار (امروزه کرالا) تا هندوستان ورای گنگ بوده است.   تا سده ۱۴ میلادی، هندوستان ممکن بود به نواحی دریای سرخ، شامل سومالی و جنوب عربستان و اتیوپی هم گفته شود.
در اواخر قرن ۱۹ «هند بزرگ» اشاره به هندوستان (شمال غربی شبه قاره هند) می‌کرده است که شامل پنجاب و هیمالیا بود و بعدها این اصطلاح به هندوچین (از جمله برمه)، بخش‌هایی از اندونزی (یعنی جزایر سوندا، بورنئو و سولاوسی) و فیلیپین گسترش یافت.
از نظر زمین‌شناسی تکتونیکی مدل برخورد صفحه هند مفهوم هند بزرگ را شامل شبه قاره هند به علاوه یک مناطق شمالی تر آن می‌کند.

## حکومتهای هندی شده

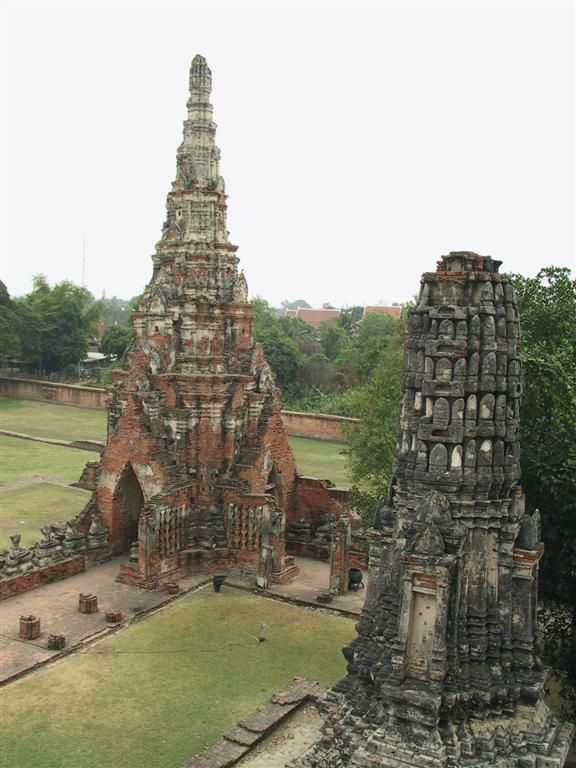
ویرانه‌های Ayutthaya در تایلند که بر اساسایودیا نام گذاری شده‌اند.

مفهوم حکومت‌های هندی شده یا پادشاهی‌های هندی شده نخستین بار توسط George Coedès,بر اسا نفوذ فرهنگهای هندوئیسم و بودیسم در مناطق چون بوتان، چامپا، Dvaravati, Funan, Gangga Negara, پاگان و مناطق دیگر به کار رفت. این پادشاهی‌های مبتنی بر آئین هندو در فاصله قرن ۱ تا ۴ میلادی در جنوب شرقی آسیا ایجاد شدند و تنها رابطه آنها با هند به خاطر آئین هندو بود.

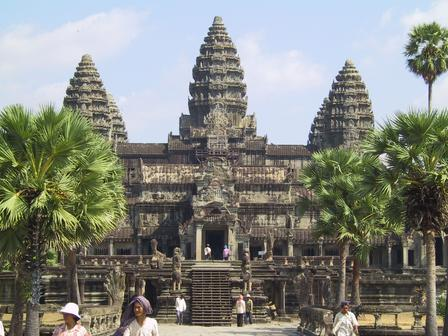
Angkor Wat بزرگترین معبد هندو/بودیسم دنیا.

## حوزه فرهنگی هند

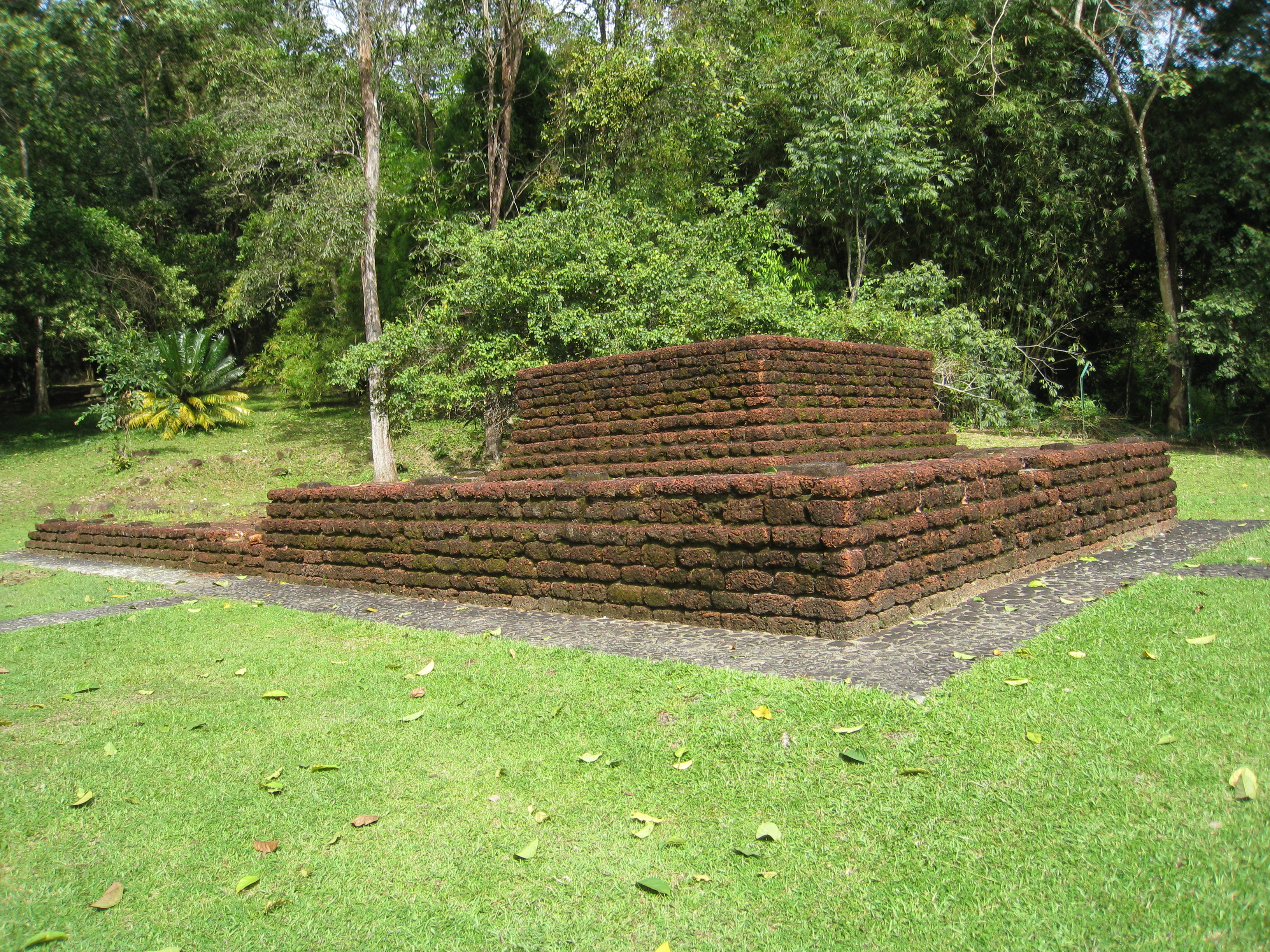
Candi Bukit Batu Pahat.

استفاده از عبارت هند بزرگ برای اشاره به حوزه فرهنگی هند در دهه ۱۹۲۰ رایج شد؛ زمانی که عده‌ای از محققان بنگالی عضور انجمن هند بزرگ در کلکته شدند.

### گسترش فرهنگ هندی

Hinduism expansion in Asia, from its heartland in Indian Subcontinent, to the rest of Asia, especially Southeast Asia, started circa 1st century marked with the establishment of early Hindu settlements and polities in Southeast Asia.

نفوذ هند در کشورهای جنوب شرقی آسیا به سده ۱ میلادی برمی گردد. راه‌های تجاری هند را به برمه، central and southern سیام، مالایا و سوماترا و جنوب کمبوجیه و چامپا و نیز جاوا وصل می‌کردند. آئین هندو و نمایندگی‌های اداری هند در این مناطق شکل گرفتند. برای بیش از هزار سال، نفوذ هند در این مناطق بر اساس مذاهب هندوئیسم و بودیسم صورت گرفته است.
زبانهای پالی و سنسکریت همراه با آئین‌های تراوده، مهایانه، بودیسم، برهمائیسم و هندوئیسم از طریق تماس مستقیم با مردمان مناطق فوق به آن نواحی گسترش پیدا کردند.

### Cultural commonalities

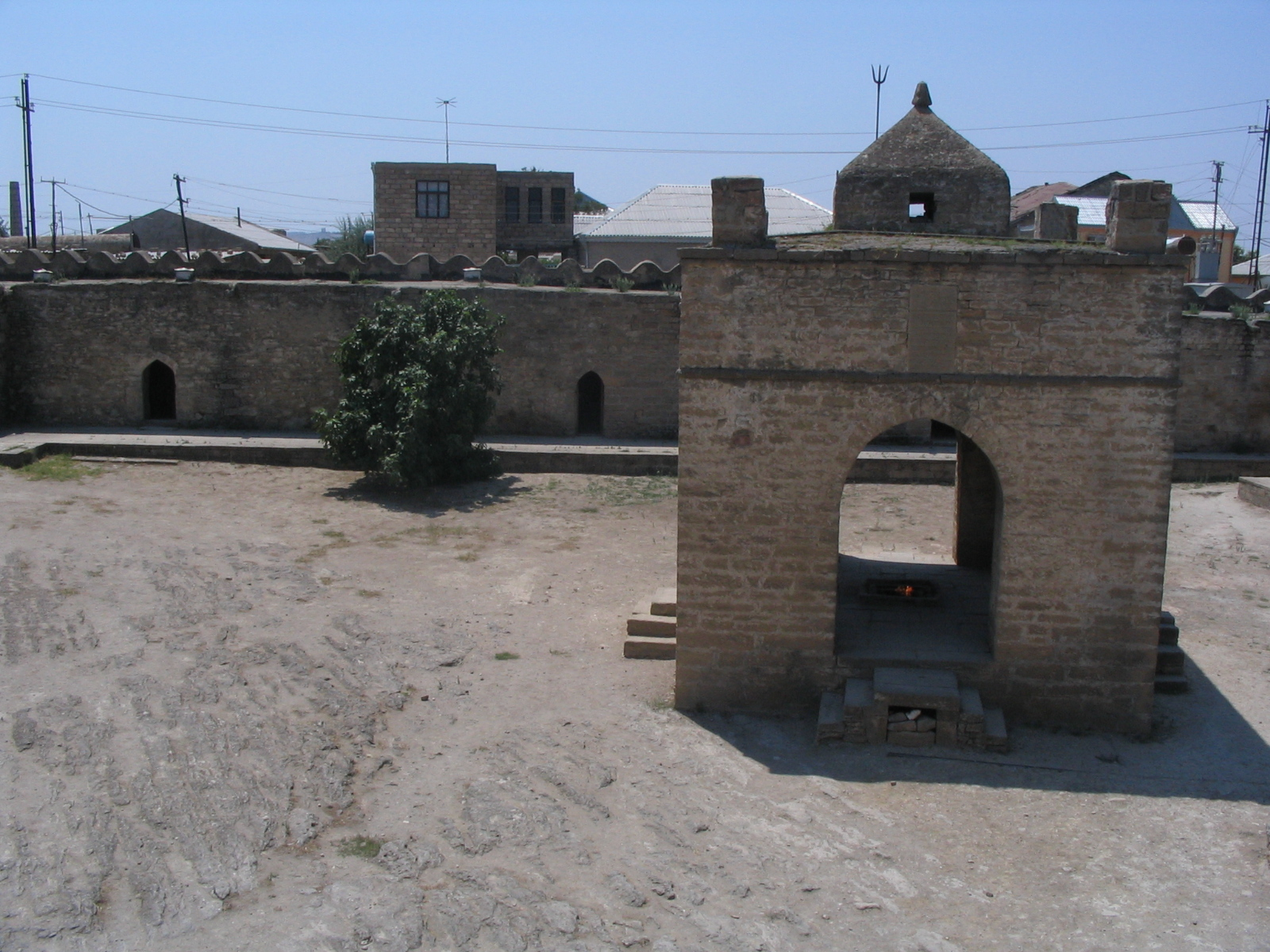
آتشگاه باکو در آذربایجان که مورد احترام هندوها و زرتشتیان ایران است.

نفوذ فرهنگ هند از راه‌های زیر صورت گرفته است:

## نفوذ زبانی

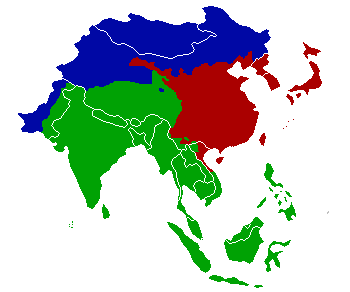
نقشه شرق آسیا، جنوب آسیا و جنوب شرق آسیا. بخش قرمز رنگ حوزه نفوذ خط و الفبای چینی است. بخش سبز مناطقی که خط هندی رفته را مشخص می‌کند.

زبان سانسکریت از هند به مناطق مجاور رفته است. مناطق چین و تبتی نیز از سانسکریت بهره گرفته‌اند. بسیاری از زبانهای شرق و جنوب شرقی آسیا از کاراکترها و خصوصیات زبانی و خط‌های هندی به ویژه سانسکریت استفاده می‌کنند.